# Andrei Nechita
Andrei Nechita (n. 29 mai 1988, Vaslui, Vaslui, România) este un ciclist profesionist român ce concurează pentru Echipa Națională a României de ciclism.

## Realizări
2008- 2 ° în Campionatul Național, Road, Elite, România (ROM)
2009- 1 ° din Campionatul Național, Road, U23, România (ROM)
2010- 4 ° Trofeo Alcide De Gasperi în (ITA)
2010- 3 ° în Coppa della Pace (ITA)
2010- 1 ° din Campionatul Național, Road, U23, România, Izvorul Mureșului (ROM)
2010- 1 ° din Campionatul Național, Road, Elite, România, Izvorul Mureșului (ROM)
2011- 4 ° Etapa 2 Turul României, Vaslui (ROM)
2011- 1 ° în Clasamentul General Turul României (ROM)
2011- 1 ° Campionatul Național, Road, ITT, Elite, România, Izvorul Muresului (ROM)
2011- 1 ° Campionatul Național, Road, Elite, România (ROM)
2011- 5 ° Etapa 1 Volta do Rio de Janeiro, Angra dos Reis (BRA)
2012- 5 ° Etapa 1 Turul Trakya, Tekirdag (TUR)
2012- 5 ° Etapa 2 Turul Trakya, Luleburgaz (TUR)
2012- 4 ° Etapa 4 Turul Trakya, Edirne (TUR)
2012- 5 ° în Clasamentul General  Turul Trakya (TUR)
2012- 2 ° Etapa 1, Turul României, Constanța (ROM)
2012- 2 ° Etapa 5 Turul României, Suceava (ROM)